# Bonriki Village
Bonriki Village är en ort i Kiribati.   Den ligger i örådet Tarawa och ögruppen Gilbertöarna, i den östra delen av landet, 19 km öster om huvudstaden Tarawa. Bonriki Village ligger 9 meter över havet och antalet invånare är 2 119.
Terrängen runt Bonriki Village är mycket platt.  Närmaste större samhälle är Tarawa, 18,9 km väster om Bonriki Village. 